# Washington Ocidental
Washington Ocidental é uma região dos Estados Unidos, definida como sendo parte de Washington, a oeste das Montanhas Cascade. É nesta região onde se concentra a capital estadual, Olympia.

## Condados
- Condado de Clallam
- Condado de Clark
- Condado de Cowlitz
- Condado de Grays Harbor
- Condado de Island
- Condado de Jefferson
- Condado de King
- Condado de Kitsap
- Condado de Lewis
- Condado de Mason
- Condado de Pacific
- Condado de Pierce
- Condado de San Juan
- Condado de Skagit
- Condado de Skamania
- Condado de Snohomish
- Condado de Thurston
- Condado de Wahkiakum
- Condado de Whatcom

## Cidades Importantes

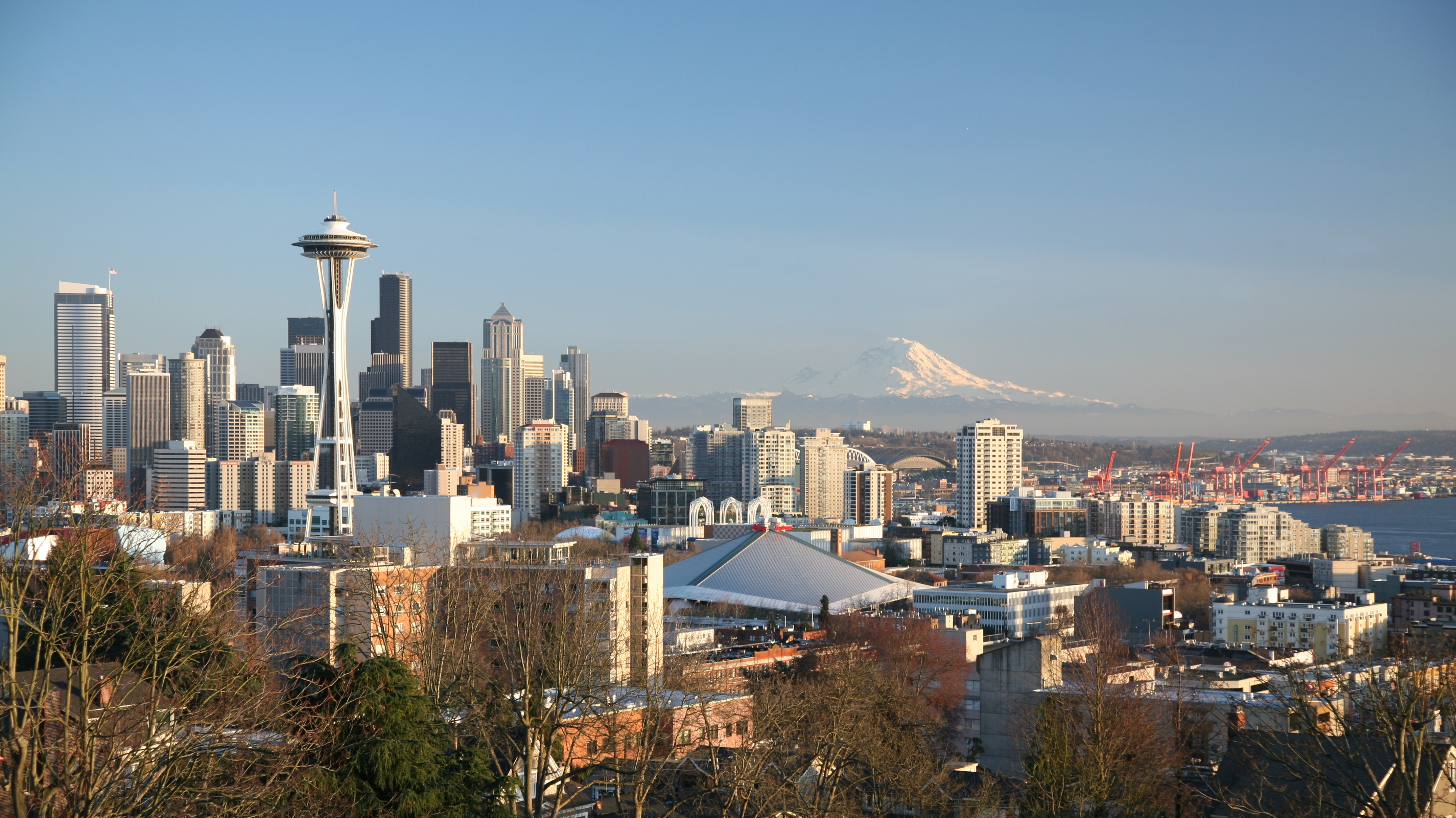
Seattle, maior cidade tanto de Washington Ocidental quanto do estado inteiro

- Aberdeen
- Bellevue
- Bellingham
- Bremerton
- Everett
- Federal Way
- Kelso
- Longview
- Lynnwood
- Olympia
- Port Angeles
- Silverdale
- Port Townsend
- Seattle
- Tacoma
- Vancouver